# Przedrostek
Przedrostek, prefiks (od łac. praefixus „przymocowany na przedzie”)  – w językoznawstwie jest to fragment wyrazu (tzw. morfem) dodawany do początku słowa podstawowego lub jego rdzenia (czyli do podstawy słowotwórczej), służący tworzeniu wyrazów pochodnych. Wyraz może nie posiadać żadnego prefiksu, może posiadać jeden lub więcej prefiksów.
Przedrostki (prefiksy) razem z wrostkami (infiksami), międzyrostkami (interfiksami) i przyrostkami (sufiksami) wchodzą w skład zrostków (afiksów), czyli tych morfemów słowotwórczych, które odpowiadają za tworzenie wyrazów pochodnych.
Przykłady:
nie-do-świad-czo-ny
od-jazd
Przedrostki występują w niektórych nazwiskach i przydomkach. Przykładowo, przedrostek fitz-, spotykany  w imionach i nazwiskach szkockich, pochodzi od staronormandzkiego fiz (z łac. filius), które oznacza syna. Przedrostek fitz- w połączeniu z imieniem ojca tworzył nazwisko (przydomek), np. Fitzpatrick (syn Patryka), Fitzgerald (syn Geralda). W późniejszych czasach przedrostek fitz- stosowany był w odniesieniu do nieślubnych synów królewskich: Fitzroy (czasem pisane Fitz-Roy), Fitzjames, Fitzclarence.

## Przedrostki w języku polskim
Przedrostki w języku polskim piszemy zawsze razem z danym słowem. Jedynie w przypadku dodawania przedrostka do nazwy własnej pisanej wielką literą, stosuje się dla ich oddzielenia łącznik, np. eks-Fin. Przedrostki mają pewien wpływ na pisownię i wymowę:
- Przy przenoszeniu słowa do następnego wiersza nie można dzielić na pół przedrostka.
- Jeśli słowo posiada przedrostek zawierający samogłoskę, zalecany jest podział wiersza na granicy przedrostka.
- Jeśli przedrostek zawiera samogłoskę, zwykle jego granica rozdziela też sylaby.
- Niekiedy słyszalna jest pauza, oddzielająca przedrostek od reszty słowa.
- Jeśli granica przedrostka rozdziela zbitki, tworzące na ogół dwuznak, np. rz, ch, zi, wówczas każda z nich czytana jest oddzielnie. Przykłady: tysiąchektarowy, hiperzespolony, bezinteresowny.